# Ísaví Farídž
Ísaví Farídž, též Ísáví Farídž, přepisováno také Issawi Frej nebo Issawi Farij (hebrejsky עיסאווי פריג׳‎, arabsky عيسوي فريج‎, * 14. prosince 1963), je izraelský politik a poslanec Knesetu za stranu Merec.

## Biografie
Bydlí ve městě Kafr Kasim. Je ženatý, má sedm dětí. Patří do komunity izraelských Arabů. Absolvoval Hebrejskou univerzitu a pracoval jako účetní. Byl aktivní v studentských organizacích, byl členem vedení pacifistického hnutí Mír nyní.
Ve volbách v roce 2013 byl zvolen do Knesetu za stranu Merec. V rozhovoru po svém zvolení do Knesetu ohlásil, že se hodlá zaměřovat na sociální agendu a podporovat zvýšení rozpočtových výdaji na arabský sektor v Izraeli. Podporuje větší sociální a občanskou rovnoprávnost pro izraelské Araby jako předstupeň k jejich možnému budoucímu zapojení do Izraelské armády. V souladu s politikou své strany podporovala mírová jednání s Palestinci a územní kompromis založený na hranicích z roku 1967. Odmítá okupaci Západního břehu Jordánu.
Mandát obhájil rovněž ve volbách v roce 2015.